# アレクシ・ミアル
アレクシ・ミアル（Alexis Miart, 1992年9月20日 - ）は、フランスの男性フィギュアスケートアイスダンス選手。パートナーはティファニー・ザホースキ。2012年リヨン杯優勝。

## 経歴
8歳でスケートを始める。フローラン・アモディオと同じリンクでシングルスケーターとしてキャリアをスタートさせた。その後アイスダンスへ転向、2008年9月にリヨンのミュリエル・ザズーイとロマン・アグノエルの元へ移籍した。
2009年3月、ティファニー・ザホースキとチームを結成した。世界ジュニア選手権に初出場を果たした。SDではツイズルでのミスが響き9位に留まるものの、FDでは2位となり大きく順位を上げ4位という成績を残した。2011年の7月、右足首を負傷し2ヶ月半氷上での練習ができなかった。フランス選手権で復帰を果たし銅メダルを獲得。ヨーロッパ選手権の代表に選出された。予選からの出場だったが、リフト中に2人が転倒する大きなミスがあり本選出場には至らなかった。
2012-2013年シーズン、エリック・ボンパール杯に出場予定だったが、ザホースキとのパートナーシップを解消。

## 主な戦績
| 大会/年           | 2009-10 | 2010-11 | 2011-12 |
| ----------------- | ------- | ------- | ------- |
| 欧州選手権        |         |         | 9 PR    |
| フランス選手権    | 4 J     | 3 J     | 3       |
| リヨン杯          |         | 2 J     | 1       |
| 世界Jr.選手権     |         | 4       |         |
| スペイン選手権    | 3 J     |         |         |
| JGPブラショフ杯   |         | 4       |         |
| JGPチェコスケート |         | 2       |         |
| JGPミンスクアイス | 10      |         |         |
| NRW杯             | 5 J     | 1 J     |         |

### 詳細
| 2011-2012 シーズン  |                                                            |         |         |         |          |
| 開催日              | 大会名                                                     | 予選    | SD      | FD      | 結果     |
| 2012年1月23日-29日  | 2012年ヨーロッパフィギュアスケート選手権（シェフィールド） | 9 67.22 | -       | -       | -        |
| 2012年1月6日-8日    | 2012年リヨン杯（リヨン）                                   | -       | 1 53.44 | 1 87.47 | 1 140.91 |
| 2011年12月16日-18日 | フランスフィギュアスケート選手権（ダンマリー＝レ＝リス）   | -       | 3 47.38 | 3 73.11 | 3 120.49 |

| 2010-2011 シーズン     |                                                               |         |         |          |
| 開催日                 | 大会名                                                        | SD      | FD      | 結果     |
| 2011年2月28日 - 3月6日 | 2011年世界ジュニアフィギュアスケート選手権（江陵市）          | 9 48.96 | 2 79.20 | 4 128.16 |
| 2011年1月28日 - 30日   | フランスフィギュアスケート選手権 ジュニアクラス（ブザンソン） | 1 54.07 | 4 73.87 | 3 127.94 |
| 2010年11月19日 - 21日  | 2010年リヨン杯 ジュニアクラス（リヨン）                       | 1 54.32 | 3 66.66 | 2 120.98 |
| 2010年11月5日 - 7日    | 2010年NRW杯 ジュニアクラス（ドルトムント）                    | 2 53.25 | 1 74.69 | 1 127.94 |
| 2010年10月13日 - 17日  | ISUジュニアグランプリ チェコスケート（オストラヴァ）          | 2 52.69 | 2 75.13 | 2 127.82 |
| 2010年9月8日 - 11日    | ISUジュニアグランプリ ブラショフ杯（ブラショフ）              | 3 46.98 | 6 60.80 | 4 107.78 |

| 2009-2010 シーズン  |                                                                 |         |          |          |           |
| 開催日              | 大会名                                                          | CD      | OD       | FD       | 結果      |
| 2010年1月29日-31日  | フランスフィギュアスケート選手権 ジュニアクラス（ブレスト）     | 5 23.89 | 7 36.95  | 2 70.22  | 4 131.06  |
| 2009年12月12日-13日 | スペインフィギュアスケート選手権 ジュニアクラス（マハダオンダ） | 2 24.40 | 3 37.67  | 3 61.43  | 3 123.50  |
| 2009年11月6日-8日   | 2009年NRW杯 ジュニアクラス（ドルトムント）                      | 3 28.85 | 7 42.14  | 6 64.67  | 5 135.66  |
| 2009年9月23日-27日  | ISUジュニアグランプリ ミンスクアイス（ミンスク）                | 9 24.35 | 10 37.49 | 10 57.22 | 10 119.06 |

## プログラム使用曲
| シーズン  | SD                                                  | FD | EX                                                                    |
| --------- | --------------------------------------------------- | --- | --------------------------------------------------------------------- |
| 2011-12   | チャチャ、マンボ：Marcia Baila 曲：レ・リタ・ミツコ | 映画『グリース』サウンドトラックより 作曲：バリー・ギブ、ジム・ジェイコブス                                      |                                                                       |
| 2010-2011 | ワルツ：J'envoie Valser 曲：ザジ                    | I Like It Like That ボーカル：ピート・ロドリゲス 消えゆく太陽 曲：ビル・ウィザース Mujer Latina ボーカル：タリア | 映画『フィフス・エレメント』サウンドトラックより 作曲：エリック・セラ |
| シーズン  | OD                                                  | FD | EX                                                                    |
| 2009-2010 | フラメンコメドレー                                  | 映画『フィフス・エレメント』サウンドトラックより 作曲：エリック・セラ                                            |                                                                       |